# 美国光学学会期刊
《美国光学学会期刊》（英语：Journal of the Optical Society of America）是由美国光学学会出版的同行评审的光学领域科学期刊。创刊于1917年，并于1984年分为A和B两部分。